# Спиралови
Спираловите (Spiralia) са надтип организми от царство Животни (Animalia).
Характеризират се със спираловидно разположение на клетките по време на ранното развитие. Тази група включва много различни типове животни, като например мекотели (Mollusca), прешленести червеи (Annelida) и други.
Таксонът е описан за пръв път от Валдемар Шлайп през 1929 година.

## Типове
- Acanthocephala – Бодлоглави червеи
- Annelida – Прешленести червеи
- Brachiopoda – Раменоноги
- Bryozoa – Ектопрокти
- Cycliophora – Циклофори
- Entoprocta – Ентопрокти
- Gastrotricha – Кореморесничести
- Gnathostomulida – Челюстноустни
- Mollusca – Мекотели
- Nemertea – Немертини
- Phoronida – Форониди
- Platyhelminthes – Плоски червеи
- Rotifera – Ротифери